# Bestie des Gévaudan

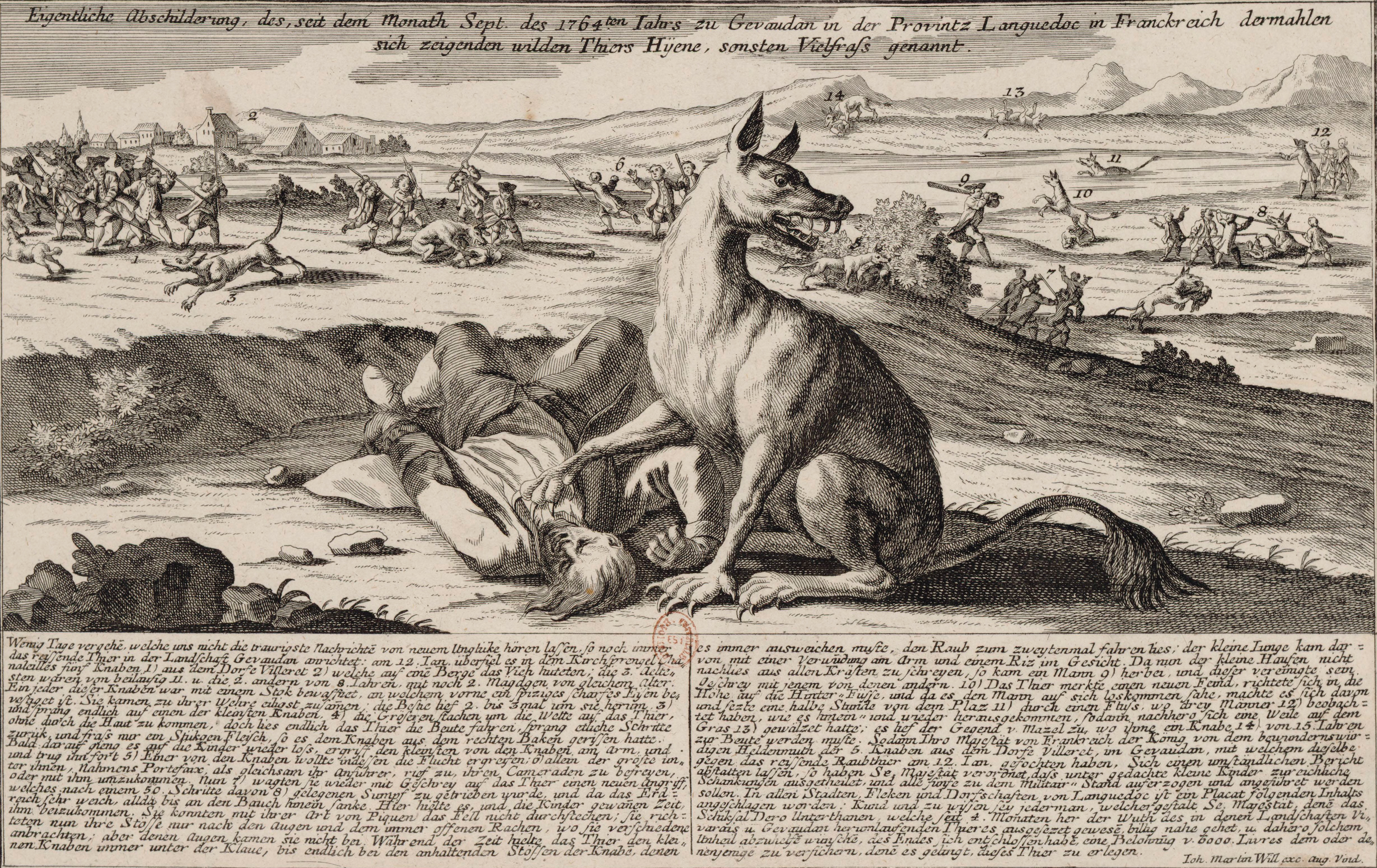
Eine von vielen Fantasiedarstellungen der „Bestie“. Dieser wahrscheinlich 1765 entstandene deutsche Druck zeigt, dass die Angriffe des Raubtiers, das im Bildtext „Hyäne“ oder „Vielfraß“ genannt wird, auch außerhalb Frankreichs Aufsehen erregten. Dargestellt sind Phasen des Angriffs auf eine Gruppe von sieben jungen Hirten unweit des Dorfes Villeret am 12. Januar 1765.

Lage des heutigen Départements Lozère

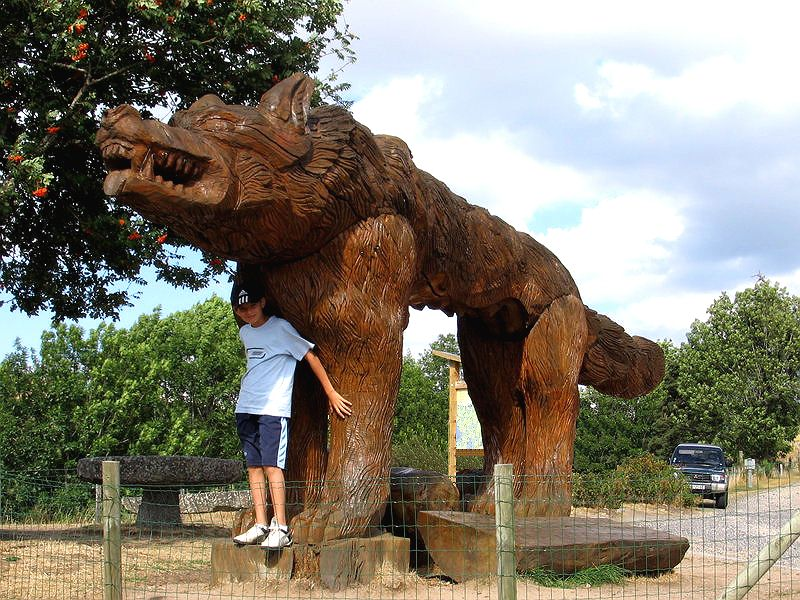
Skulptur der „Bête du Gévaudan“ bei Saugues

Bestie des Gévaudan (französisch Bête du Gévaudan) ist die Bezeichnung für ein Raubtier, dessen Angriffen in den Jahren 1764 bis 1767 im Gévaudan (Südfrankreich) und in angrenzenden Gebieten etwa 100 Kinder, Jugendliche und Frauen zum Opfer fielen. Das Gévaudan war eine dünn besiedelte historische Provinz im Zentralmassiv; seine Grenzen entsprachen weitgehend denen des heutigen Départements Lozère. Einige Historiker gehen davon aus, dass mehrere Tiere an den Angriffen beteiligt waren.

## Die historischen Ereignisse

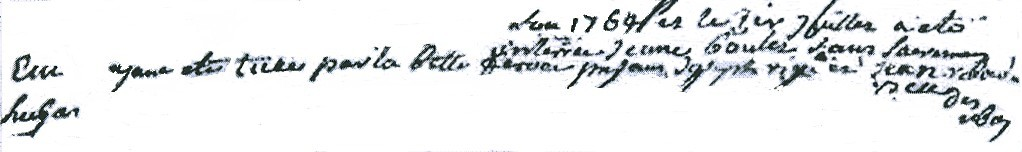
Akteneintrag zum ersten Überfall: „L’an 1764 et le 1 Juillet, a été enterrée, Jeane BOULET, sans sacremens, ayant été tuée par la bette féroce, présans Joseph RIEU et Jean REBOUL.“

In den Überlieferungen der Ereignisse mischen sich nachweisbare Tatsachen mit Mythen. Als Quellen existieren folgende zeitgenössische Dokumente:
- die Kirchenbücher aller betroffenen Pfarreien, in denen die Namen von Opfern verzeichnet sind
- der Briefverkehr zwischen den Polizeiverantwortlichen der Auvergne in Clermont und des Languedoc in Montpellier mit ihren örtlichen Vertretern im Gévaudan
- zahlreiche Berichte über die vom König befohlenen Treibjagden
- zeitgenössische Zeitungsartikel und Zeichnungen

### Die Opfer

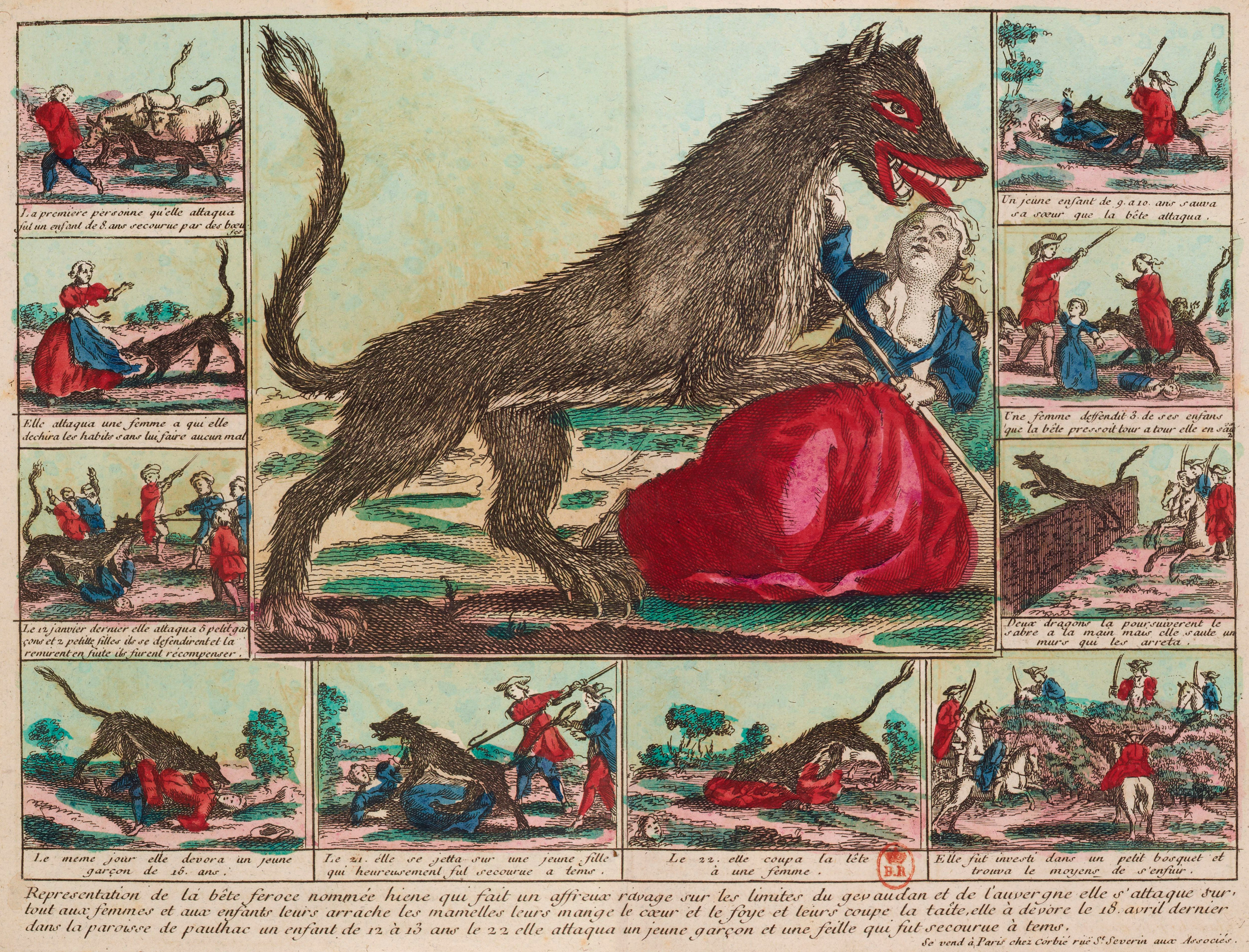
Darstellung mehrerer Attacken der Bestie vom Gévaudan.

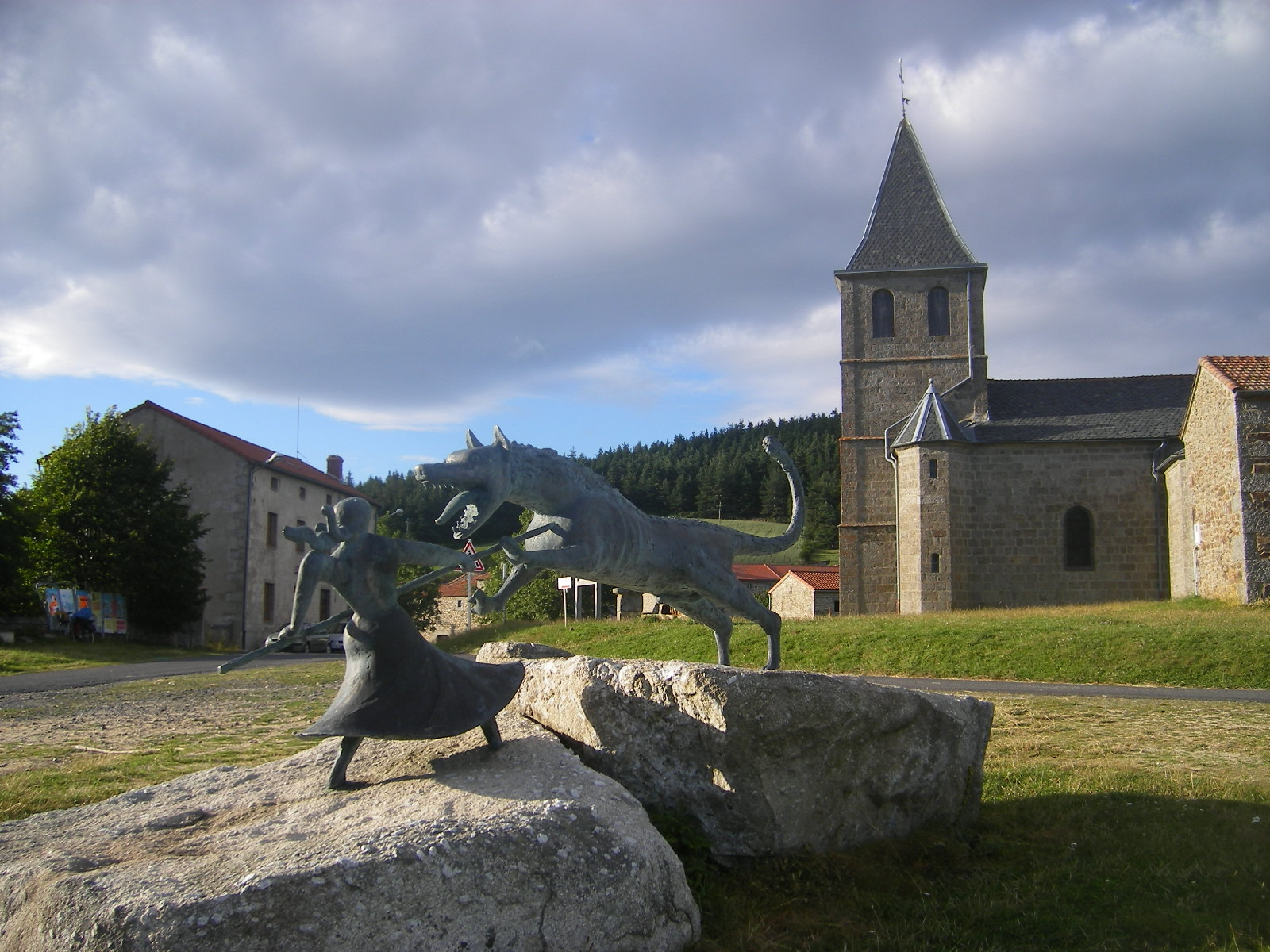
In Auvers erinnert eine moderne Plastik an den Angriff auf die 19-jährige Marie-Jeanne Vallet, die sich auf einer Flussinsel mit einer Lanze verteidigte. Das durch die Metallklinge verletzte Raubtier ließ von seinem Opfer ab und rollte sich im Wasser.

Die Zahl der bekannten Todesfälle variiert je nach Quelle von 78 bis 99, die der Verletzten von 50 bis 80. Das jüngste Opfer war drei Jahre alt, das älteste wahrscheinlich 68 Jahre. Etwa jedes vierte Todesopfer war älter als 16 Jahre; in dieser Altersgruppe wurden ausschließlich Frauen getötet. Doch attackierte die Bestie in einigen Fällen auch Männer. Im Bergland der Margeride stürzte sie sich auf einen Mann, der mit zwei weiteren Männern Maultiere führte; der angegriffene Mann hatte sich zuvor der von ihm entdeckten Bestie bis auf etwa 20 Schritt genähert und dann eine Schrotladung auf sie abgefeuert. Im Vergleich zu Statistiken über das Lebensalter der Opfer von Wolfsangriffen attackierte die Bestie prozentual gesehen mehr als sechs Mal so häufig Erwachsene; Kinder unter zehn Jahren machten im Vergleich zu den Wolfsdaten nur ein Drittel aus.
Der erste behördlich registrierte Angriff fand am 30. Juni 1764 statt: Die Leiche der 14-jährigen Hirtin Jeanne Boulet aus der Pfarrei Saint-Étienne-de-Lugdarès im Haut-Vivarais, jenseits der Grenze des Gévaudan, wurde am folgenden Tag zerfleischt aufgefunden. Sehr wahrscheinlich lässt sich jedoch bereits ein nicht genau zu datierender Angriff auf eine Hirtin im Frühjahr 1764 in Saint-Flour-de-Mercoire, im Osten des Gévaudan, der Bestie zuordnen.
Die meisten Opfer wurden auf Viehweiden oder Feldern überfallen, andere vor ihren Häusern, in Gärten, auf Straßen, in einer Schlucht, auf einer Flussinsel oder im bewaldeten Land. Manche Angriffe der Bestie ereigneten sich in schneller Folge im selben Gebiet. Andererseits wechselte die Bestie ihre Angriffsorte häufig über Distanzen von mehreren Kilometern beziehungsweise verlagerte ihre Aktivität in ein neues Angriffsgebiet. Die Angriffe ereigneten sich bei Tageslicht beziehungsweise in der Dämmerung zu praktisch allen Tageszeiten und nur ausnahmsweise nachts. Die Spuren der Bestie und ihre Rufe zeigten jedoch, dass sie sich auch nachts Dörfern und Weilern näherte, allerdings hielten sich Menschen in der Dunkelheit selten im Freiland auf. Viele Opfer wurden verschleppt, einige lebend. Manche der Angegriffenen erlitten neben Bisswunden Verletzungen durch Krallen. 15 Opfer wurden enthauptet, einige Köpfe wurden verschleppt. In einigen Fällen verschleppte die Bestie nicht den abgetrennten Kopf, sondern den enthaupteten Körper.
Etlichen Angegriffenen gelang es, verletzt oder unverletzt zu entkommen. Häufig eilten Helfer herbei, oft bewaffnet mit Lanzen oder landwirtschaftlichem Gerät, und vertrieben die Bestie. In manchen Fällen verteidigten Kinder oder Jugendliche, stets unter Einsatz ihres Lebens, angegriffene Geschwister oder Kameraden. Berühmt wurde der zwölfjährige Jacques André Portefaix, der am 12. Januar 1765 gemeinsam mit sechs weiteren Kindern im Bergland der Margeride attackiert wurde. Die Bestie griff aus dieser Gruppe kleiner Hirten, die Lanzen mit Metallklingen trugen, den achtjährigen Jean Veyrier an und verschleppte ihn in ein Sumpfgebiet. Jacques setzte sich gegenüber seinen Kameraden mit seiner Aufforderung durch, Jean nicht im Stich zu lassen, und er nahm als erster die Verfolgung der Bestie auf. Die Bestie war im Sumpf in ihrer Bewegungsfreiheit beeinträchtigt, sie hielt Jean mit einer Pranke fest. Während die Kinder mit ihren Lanzen auf die Bestie einstachen, konnte Jean mit einer Armverletzung entkommen. Ein zeitgenössischer Bericht beschreibt das Ereignis wie folgt:

„Wenige Tage vergehen, welche uns nicht die traurigste Nachrichten von neuem Unglück hören lassen, so noch immer das reissende Thier in der Landschaft Gevaudan anrichtet. Am 12. Januarii überfiel es in dem Kirchsprengel Chanaleilles 5. Knaben aus dem Dorf Villeret, welche auf einem Berg das Vieh hüteten; die drey ältesten waren von beyläufig 11. und die zwey anderen von 8. Jahren, mit noch zwey Mägden von gleichem Alter. Ein jeder dieser Knaben war mit einem Stock bewaffnet, an welchem vorne ein spitziges scharfes Eisen bevestiget ist; sie kamen zu ihrer Wehre eiligst zusammen. Dir Bestie lief zwey bis dreymal um sie herum, und sprang endlich auf einen der kleinesten Knaben, die größeren stachen um die Wette auf das Thier, ohne durch die Haut zu kommen, doch lies endlich das Thier die Beute fahren, sprang etliche Schritte zurück, und fraß nur ein Stücken Fleisch, so es dem Knaben aus dem rechten Backen gerissen hatte […].“

Wegen der heldenhaften Verteidigung ihrer Kinder bei einem Angriff am 13. März 1765 im Hügelland der Gemeinde Saint-Alban wurde die etwa 35-jährige Jeanne Jouve in ganz Frankreich geehrt. Jeanne kämpfte in ihrem Garten gegen die Bestie, die abwechselnd ihren sechsjährigen Sohn und ihre zehnjährige Tochter mit den Zähnen gepackt hielt. Es gelang Jeanne immer wieder, der Bestie die Kinder zu entreißen. Jeanne versuchte, die Bestie an der Flucht mit ihrem Sohn zu hindern, unter anderem, indem sie wiederholt auf den Rücken der Bestie sprang, jedoch immer wieder abgeschüttelt wurde. Schließlich entkam die Bestie mit dem Sechsjährigen über eine Mauer. Jeannes 13-jähriger Sohn wurde auf das Drama aufmerksam und verfolgte die Bestie mit dem Hütehund der Familie. Als der Hund die Bestie attackierte, ließ sie das schwerstverletzte Kind los; es starb sechs Tage später. Sowohl Jacques Portefaix und seine Kameraden als auch Jeanne Jouve wurden von König Ludwig XV. für ihre Tapferkeit ausgezeichnet und erhielten eine Geldprämie.

### Die Bestie

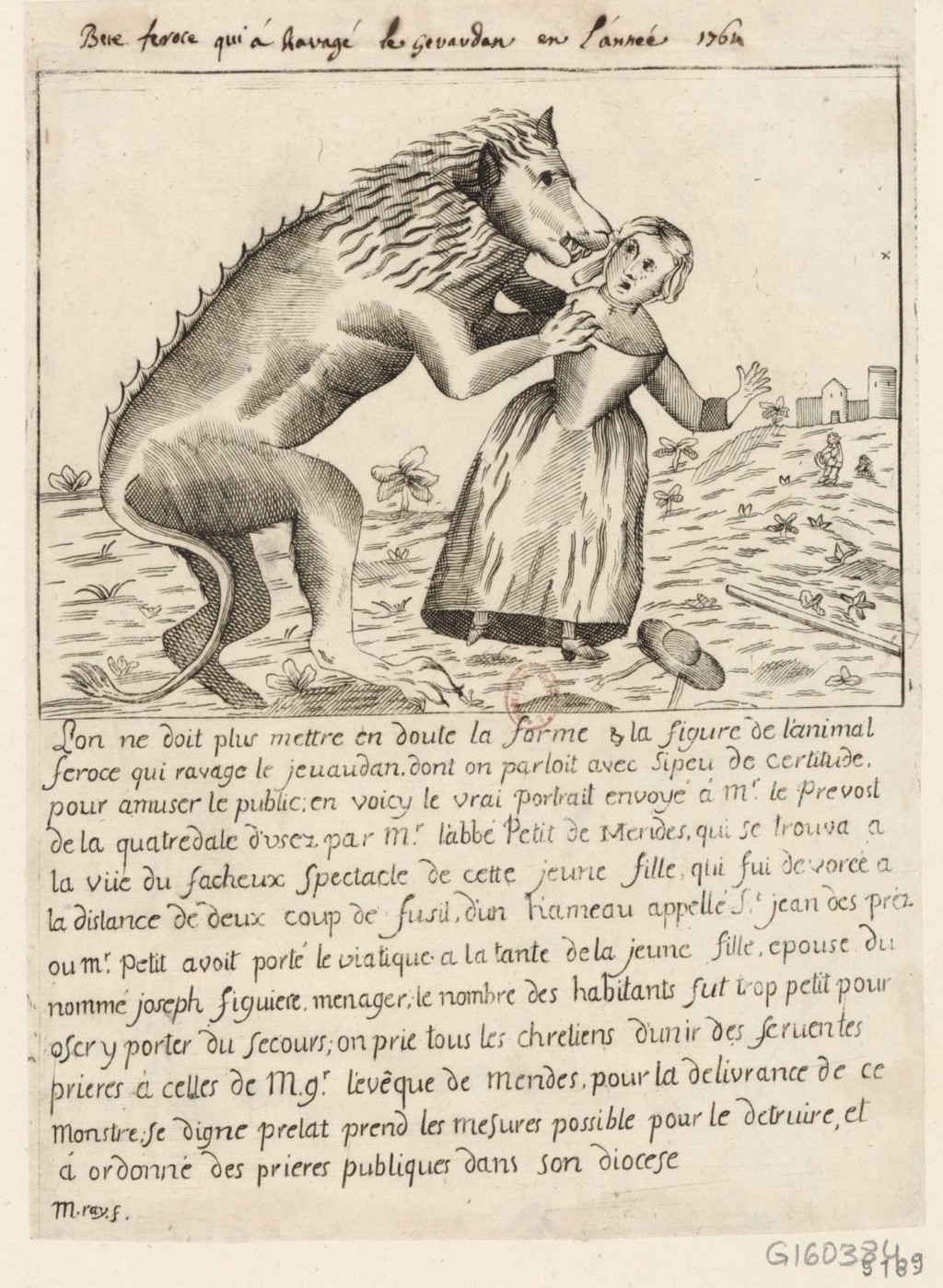
Dieses Bild zeigt wahrscheinlich den tödlichen Angriff auf Marianne Hébrad am 6. August 1764 in Saint-Jean-la-Fouillouse; Marianne wurde „am helllichten Tag am Dorfeingang“ attackiert. In der Bildunterschrift heißt es unter anderem, an der „Gestalt des wilden Tieres“ sei nicht zu zweifeln. Abbé Petit habe diesen Angriff so wie abgebildet „aus einer Distanz von zwei Gewehrschüssen“ gesehen.

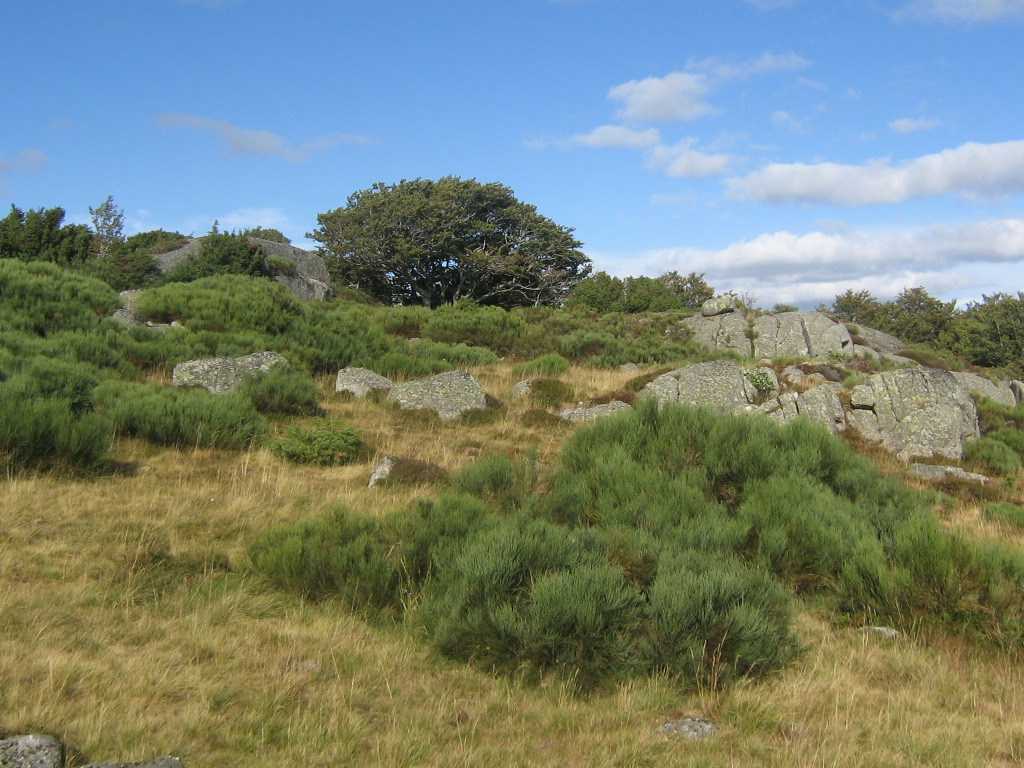
Die vorwiegend mit Strauch- und Grasvegetation bestandenen, von Felsen durchsetzten Hochebenen des Aubrac waren eine der Regionen im französischen Zentralmassiv, in denen die Bestie Menschen attackierte.

Über Größe, Aussehen und Verhalten der Bestie ist eine Fülle von Details überliefert. Die Größe des Tieres wurde oft mit der eines einjährigen Rindes verglichen; ein Trittsiegel war 16 Zentimeter lang. Der Körper der Bestie war vorn massiger als hinten, ihre Kopfoberseite war flach. Das Tier hatte oberseits rötliches, unterseits weißliches Fell, an den Flanken Flecken und entlang der Wirbelsäule einen dunklen Streifen. Das Fell am Vorderkörper war lang, die Bestie trug an Hinterkopf und Nacken einen Haarschopf, das Schwanzende war auffallend dick.
Die enorme Kraft der Bestie ist unter anderem dadurch belegt, dass sie auch erwachsene Menschen verschleppte; außerdem wurde anhand von Trittsiegeln ein Sprung von neun Meter Weite rekonstruiert. Die Bestie jagte in einer Region, deren wasserundurchlässiger Untergrund durch Gesteine vulkanischen Ursprungs geprägt ist. Auf dieser geologischen Basis entwickelte sich im Gévaudan eine vielfältige Landschaft mit einem Mosaik aus Hügeln, Vulkankegeln, Grasland, Wäldern, Gewässern, Sümpfen und Felsformationen, die der Bestie vielerorts Deckung bot und ihre Verfolgung erschwerte. Die Bestie hielt sich dort vorrangig in offener Landschaft auf. Sie durchstreifte Wiesen, Gehölze, Moore und Heidegebiete; als ihr bevorzugter Aufenthaltsort galten Weizenfelder. Die Bestie versteckte sich zwischen Ginster und Wacholder, hinter Feldsteinmauern sowie unter oder zwischen Felsen. Felsen und andere Erhebungen nutzte sie auch, um von dort das Geschehen in Tälern, auf Viehweiden und in Siedlungen zu beobachten. Flussufer nutzte sie als Leitlinien bei Streifzügen, Flüsse durchquerte sie schwimmend. Berühmt wurde ihre Flucht durch die Truyère, mit der sie einem gigantischen Aufgebot von Duhamel dirigierter Jäger entkam.
Die Bestie pirschte sich hinter einer Feldsteinmauer auf dem Bauch kriechend an Menschen heran oder tauchte überraschend aus einer anderen Deckung wie einem Gebüsch auf und stürzte sich im Sprung auf ihr Opfer. Häufig umkreiste sie eine Einzelperson oder eine Menschengruppe und attackierte das ausgewählte Opfer dann von hinten oder von der Seite zumeist in der Region von Kopf und Hals und richtete sich dabei manchmal auf die Hinterbeine auf. Bei einigen Angriffen schlug die Bestie ihr Opfer mit einem Prankenhieb zu Boden. Manche Opfer hielt sie mit einer Pranke am Boden fest. Hieb- und Stichwaffen (Holzknüppeln, Lanzen, Beilen) wich sie äußerst wendig aus. Dennoch wurde sie immer wieder von Angriffsopfern, herbeieilenden Helfern und Jägern verletzt, mehrfach auch durch Bleikugeln und Schrot aus Musketen. Als sie bei Angriffen in Gewässernähe mit Lanzen verletzt worden war, rollte sie sich anschließend im Wasser.
Als Tötungsstrategie ist das Erdrosseln von Opfern belegt. Oft zerbiss die Bestie als Erstes den Hals und trank aus der Halsschlagader fließendes Blut, bevor sie andere Körperteile fraß oder verschleppte. Mehrfach wurde mitgeteilt, Leichen seien „blutleer“ gewesen; man vermutete deshalb irrtümlich, die Bestie „sauge“ Blut. Man beobachtete die Bestie dabei, wie sie nicht nur von ihren Opfern, sondern auch vom Boden Blut aufleckte. Die Bestie verschlang in einigen Fällen innerhalb weniger Minuten große Teile des Körpers eines menschlichen Opfers; in zwei Fällen hatte sie die einige Tage nach dem Angriff gefundenen Schädel ihrer Opfer vollständig von weichen Geweben gereinigt. Verschleppte Körperteile beziehungsweise Leichen wurden in manchen Fällen teilweise verscharrt aufgefunden.
Die Bestie kehrte zu Leichen zurück, die noch nicht geborgen worden waren, tat dies jedoch nicht, wenn Bewaffnete sich in Schussweite eines Todesopfers auf die Lauer legten. Mehrwöchige Versuche von Capitaine Duhamel, die Bestie durch bewaffnete Dragoner zu täuschen, die als Frauen verkleidet Kinder und Frauen auf Viehweiden begleiteten, schlugen fehl: Die Bestie tauchte nicht auf, attackierte jedoch am selben Tag, an dem die Täuschungsaktion beendet worden war, bei einem der Einsatzgebiete ein Kind. Mit Gift präparierte Leichen, die man am Fundort belassen hatte, rührte die Bestie nicht an. Die Rufe der Bestie wurden unter anderem als fürchterliches Bellen beschrieben.
Über Angriffe der Bestie auf Tiere ist wenig bekannt; sicher ist jedoch, dass sie sich in erheblichem Maß von Tieren ernährt haben muss. Schafe ignorierte sie in aller Regel, attackierte diese jedoch in einigen Fällen, etwa wenn sie ihr den Weg zu einem menschlichen Opfer versperrten; von ausnahmsweise getöteten Schafen fraß sie nicht; auch eine Ziege tötete sie, ohne davon zu fressen. Sie attackierte Pferde mit und ohne Reiter, indem sie auf Pferderücken sprang; einem Schwein trennte sie den Kopf ab.

### Wölfe im Gévaudan
Um die Mitte des 18. Jahrhunderts gab es im französischen Zentralmassiv noch eine im Vergleich zu späteren Jahrhunderten relativ hohe Wolfsdichte. Wölfe waren der dortigen Landbevölkerung wohlbekannt. Vereinzelt griffen tollwütige, aber auch tollwutfreie Wölfe Menschen an. Am 9. April 1767 wurde ein neunjähriges Kind bei Fraissinet (Gemeinde Saint-Privat-du-Fau) von einem Wolf getötet und ein weiteres Kind schwer verletzt. Die Artzugehörigkeit des angreifenden Tieres steht in diesem Fall außer Frage.
Wölfe wurden im Gévaudan intensiv verfolgt; beispielsweise wurden von 1766 bis 1767 innerhalb von zwölf Monaten 99 Wölfe getötet. Einige heutige Autoren wie Jean-Marc Moriceau und Giovanni Todaro gehen davon aus, dass alle Raubtierangriffe der Jahre 1764 bis 1767 Wölfen oder Wolfsmischlingen zuzuschreiben sind. Diese These wurde auch schon im Jahre 1782 vertreten:

« La bête du Gévaudan étoit sans doute née d'une louve ; mais ce loup étoit bien supérieur à ceux de son espèce, pour la force, l'agilité & la voracité. »

„Die Bestie des Gévaudan wurde zweifellos von einer Wölfin geboren; aber dieser Wolf war seinen Artgenossen an Stärke, Beweglichkeit und Gefräßigkeit weit überlegen.“

### Beteiligte Personen

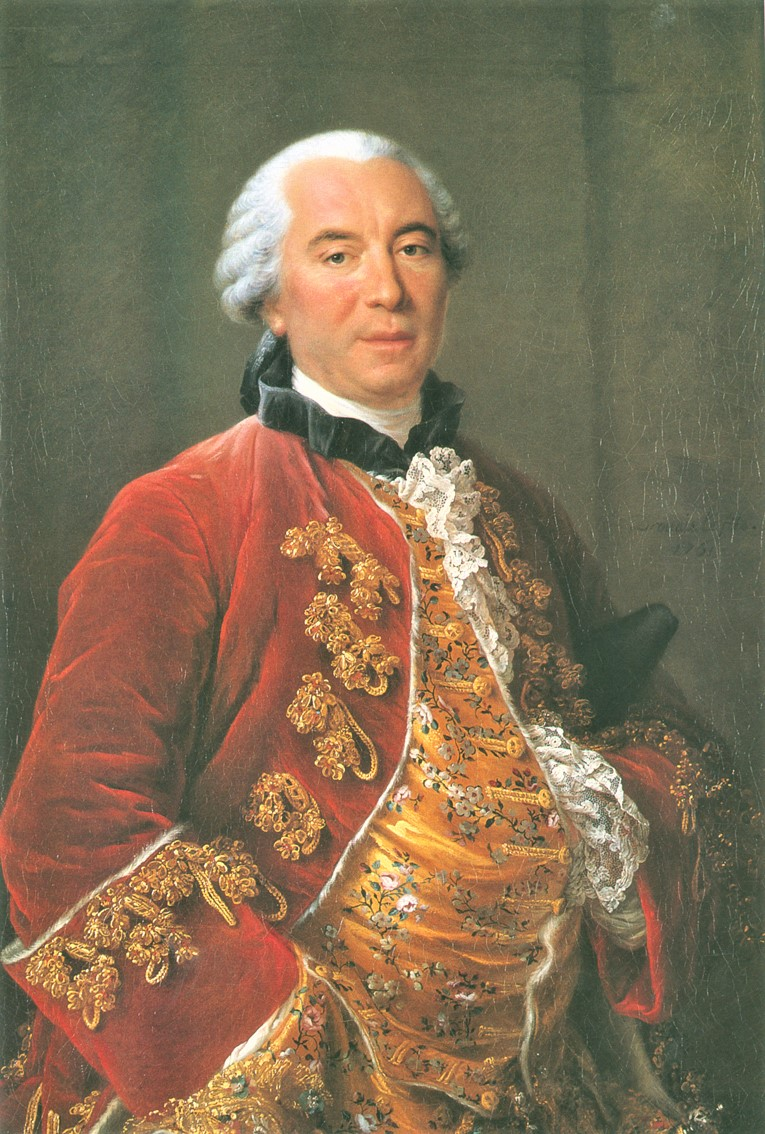
Georges-Louis Leclerc de Buffon, Porträt von François-Hubert Drouais (1727–1775)

- Gabriel Florent de Choiseul Beaupré, Bischof von Mende
- die Wolfsjäger des Königs:
  - die Herren d’Enneval, Vater und Sohn
  - François Antoine, persönlicher Waffenträger (porte-arquebuse: „Arkebusen-Träger“) des Königs, Ritter des Ordre royal et militaire de Saint-Louis
  - sein Sohn Antoine de Beauterne
- der Naturwissenschaftler Comte (Graf) de Buffon, Konservator des Botanischen Gartens von Paris, Mitglied des Institut (Académie française)
- der Marquis Jean-Joseph d’Apcher
- Jean Chastel, genannt „Die Maske“, und seine Söhne Pierre und Antoine Chastel

#### Der Bischof von Mende
Der aufklärungsfeindliche Bischof von Mende, Gabriel-Florent de Choiseul Beaupré, sah die Bestie als Geißel Gottes. In einem Hirtenschreiben, das er in seiner Diözese verlesen ließ, verkündete er, Gottes Zorn sei über die Menschen gekommen:

„Die Gerechtigkeit Gottes, sagt der heilige Augustinus, kann nicht hinnehmen, dass die Unschuld unglücklich ist. Die Strafe, die er verhängt, setzt immer eine Verfehlung dessen voraus, der sie sich zugezogen hat. Aus diesem Prinzip heraus wird es für euch einfach sein, zu verstehen, dass euer Unglück nur aus euren Sünden entstanden sein kann.“

Der Bischof zitiert aus dem Buch Deuteronomium (32,24 ):

„Den Zahn der Raubtiere lasse ich auf sie los.“

sowie aus Leviticus (26,21 ):

„Wenn ihr … nicht auf mich hören wollt, werde ich noch weitere Schläge über euch kommen lassen.“

#### Die Jäger

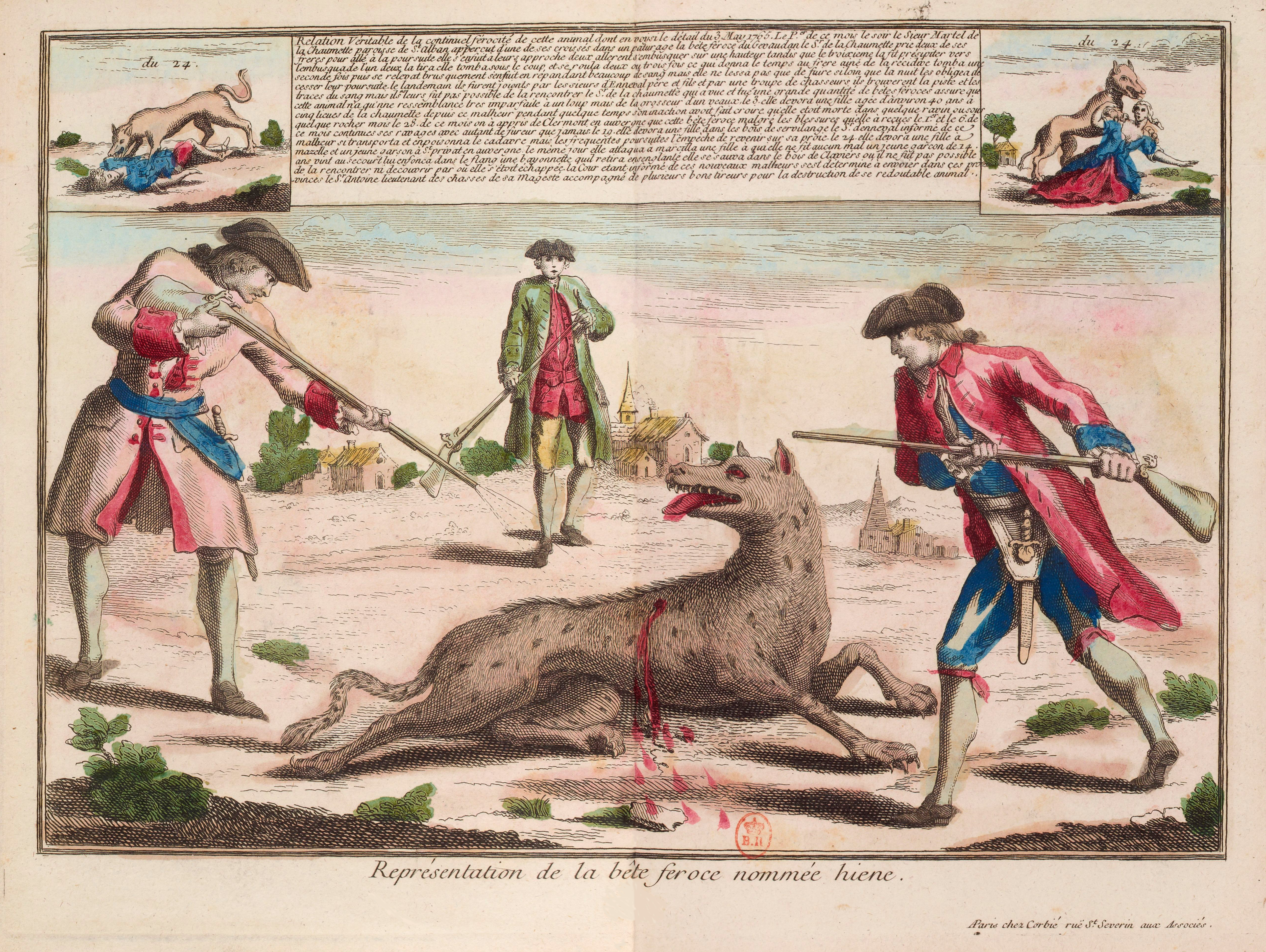
Jagd dreier Brüder der Familie La Chaumette am 1. Mai 1765: Die Bestie wurde (aus größerer Distanz als dargestellt) von Gewehrkugeln getroffen, entkam aber trotz hohen Blutverlusts.

Wegen des Aufstands der Kamisarden hatte der König alle Schuss- sowie lange Hieb- und Stichwaffen einziehen lassen. Die Bauern im Gévaudan waren deshalb zu ihrem Schutz zunächst vor allem auf ihre selbstgefertigten Lanzen sowie auf Messer, Äxte und Forken angewiesen. Im September 1764 erhielten die Bewohner des Kantons Langogne jedoch die zeitlich befristete Erlaubnis, Feuerwaffen zu tragen, um sich an der Jagd auf die Bestie beteiligen zu können. Im selben Monat ließ König Ludwig XV. eine 57-köpfige Dragonereinheit unter dem Befehl von Capitaine Duhamel in der Region mit dem Auftrag stationieren, die Bestie aufzustöbern und zu töten.
Vor allem drei Gruppen beteiligten sich an den Jagden:
- Von September 1764 bis April 1765 war Capitaine Duhamel mit seinen Dragonern in Saint-Chély-d’Apcher stationiert.
- Im Februar 1765 erreichten die berühmten normannischen Wolfsjäger d’Enneval,[45] Vater und Sohn, Malzieu; d’Enneval senior brüstete sich damit, über 1200 Wölfe getötet zu haben. Seine sechs besten zur Wolfsjagd abgerichteten Hunde wurden ihm per Kutsche nachgeschickt.
- Ab Juni 1765 logierte François Antoine, der persönliche Waffenträger und Zweite Jäger des Königs, im Schloss Besset. Antoine wurde von 14 Schützen begleitet und führte fünf Jagdhunde mit sich.

Bei der größten Treibjagd am 7. Februar 1765 waren über 20.000 Jäger, Soldaten und Treiber beteiligt. Die Bestie wurde aufgestöbert, entkam jedoch, indem sie den Fluss Truyère überquerte. Die Bestie mied als Giftköder ausgelegte Kadaver, doch starben zahlreiche andere Tiere wie Wölfe und Hirtenhunde.

### Kopfgeld auf die Bestie
Schließlich wurden über 9.000 Livres für die Ergreifung der Bestie ausgesetzt. Der König steuerte 6.000 davon bei:

„Kund und zu wissen sey jedermann, welchergestalt Se. Majestät, denen das Schicksal Dero Unterthanen, welche seit 4. Monaten her, der Wuth des in denen Landschaften Vivarais und Gevaudan herumlaufenden Thiers ausgesetzt gewesen, billig nahe gehet, und dahero solchem Unheil abzuhelfen wünschen, des Endes sich entschlossen haben, eine Belohnung von 6000. Livres dem- oder denenjenigen zu versicheren, denen es gelinget, dieses Thier zu erlegen.“

Der Bischof sagte 1.000 Livres zu. Die Belohnung war eine sehr beträchtliche Summe, entsprach sie doch etwa dem Wert von 100 Pferden.

### Als „Bestie“ erlegte Wölfe

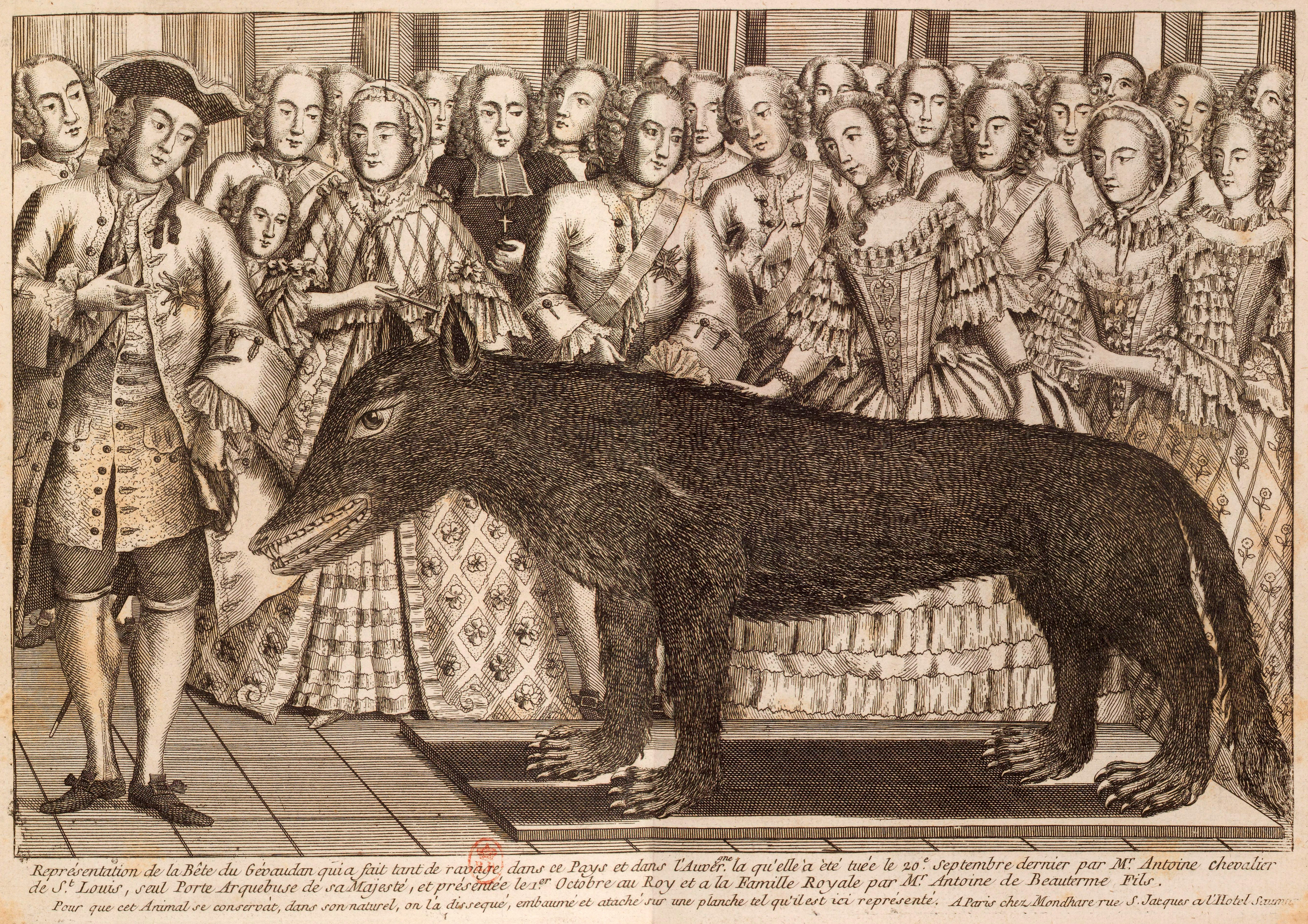
Der von François Antoine am 20. September 1765 erlegte Wolf wurde (laut Bildunterschrift „seziert, einbalsamiert und auf ein Brett montiert“) in einem Vorzimmer des königlichen Palastes zur Schau gestellt

Im Gévaudan wurden in den Jahren 1764 bis 1767 zahlreiche Wölfe getötet; mindestens fünf davon standen im Verdacht, die Bestie gewesen zu sein. Besonders bekannt wurden zwei erlegte Tiere:
Am 20. September 1765 erschossen François Antoine und Rinchard (oder Reinchard), ein Jagdbeauftragter des Herzogs von Orléans, im Wald bei Saint-Julien-des-Chazes einen auffallend großen Wolf. Zeugen von Bestienangriffen gaben zu Protokoll, bei diesem Wolf handele es sich um die Bestie. Jay M. Smith zufolge standen die Zeugen allerdings unter psychischem Druck und hatten kaum eine andere Wahl, als den Wolf als Bestie zu identifizieren. Da Zweifel bestanden, ob der Wolf tatsächlich die Bestie war, erhielt Antoine erst nach einigen Wochen die auf die Bestie ausgesetzte Belohnung. Auch im Ausland meldete die Presse, etwa das Wienerische Diarium: „Das wilde Thier in Gevaudan ist nunmehro getödtet worden.“
Die Bestie setzte ihre Angriffe jedoch fort: Am Südhang des Mouchet-Berges in der Margeride wurden am 2. Dezember 1765 erneut zwei Kinder angefallen. Da aber die Bestie als erlegt galt und die Belohnung bereits ausgezahlt war, ignorierten die Behörden zunächst diesen Angriff und auch weitere, die sich jetzt auf die Margeride konzentrierten.
Am Vormittag des 19. Juni 1767 erlegte Jean Chastel im Wald von Teynazére in den Bergen der Margeride ein männliches Raubtier, dessen Beschreibung bis heute Rätsel aufgibt. Am 26. Juni wurde außerdem eine Wölfin erlegt, die offenbar am 19. Juni gemeinsam mit dem von Chastel getöteten Tier unterwegs gewesen war.

### Der Marin-Bericht
Maître Roch Etienne Marin, königlicher Notar aus Langeac, erstellte am 20. Juni 1767 im Schloss von Besques (Gemeinde Charraix) einen Bericht über das am 19. Juni getötete Tier. Dieser Rapport Marin (Bündel F 10-476, Sammlung: Landwirtschaft: Zerstörung schädlicher Tiere) wurde 1952 in den Archives nationales wiederentdeckt. Dem Bericht zufolge hatte das Tier eine Kopfrumpflänge von 127 Zentimetern, einen 22 Zentimeter langen Schwanz, eine Schulterhöhe von 77 Zentimetern, eine Schulterbreite von 30 Zentimetern und eine Maulspannweite von 19 Zentimetern. Maître Marin notierte außerdem unter anderem:

„Monsieur le Marquis hatte dieses Tier in sein Schloss in Besques, Pfarrei Charraix, tragen lassen. So haben wir uns entschlossen, uns dorthin zu begeben, um es dort zu untersuchen. […] Monsieur le Marquis ließ uns dieses Tier vorführen. Es schien ein Wolf zu sein, doch ein sehr außergewöhnlicher und sehr verschieden von den anderen Wölfen dieser Gegend. Das haben uns mehr als 300 Personen aus der Umgegend bezeugt. Einige Jäger und viele Fachleute haben ausgesagt, dass dieses Tier nur durch den Schwanz und das Hinterteil dem Wolf ähnelt. Sein Kopf ist ungeheuerlich. […] Sein Hals ist bedeckt von einem sehr dichten Fell von einem rötlichen Grau, durchzogen von einigen schwarzen Streifen; es hat auf der Brust einen großen weißen Fleck in Form eines Herzens. Die Pfoten sind bestückt mit vier Krallen, die viel mächtiger sind als die anderer Wölfe; besonders die Vorderbeine sind sehr dick und haben die Farbe des Rehbocks, eine Farbe, die Fachleute noch nie bei einem Wolf sehen konnten.“

Es folgt eine Aufzählung weiterer Körpermaße sowie eine genaue Beschreibung des Gebisses, weiterhin eine Liste mit 26 Namen von Personen, die die Bestie gesehen hatten und bezeugten, dass es sich um die gesuchte Bestie handele. Beschreibungen der Bestie, die vor der Erlegung dieses Tieres notiert wurden, stehen allerdings im Widerspruch zur Beschreibung des toten Tieres. Es gibt Anzeichen dafür, dass mit dem Marin-Bericht versucht wurde, einen normalen Wolf als Bestie darzustellen. Beispielsweise entsprechen die Dimensionen des angeblich monströsen Kopfes den Dimensionen eines normalen Wolfskopfes, auch lässt die Beschreibung der Fellfarben nicht auf einen ungewöhnlich gefärbten Wolf schließen. Hinzu kommt, dass der erlegte Rüde mit einer Wölfin unterwegs gewesen war, als Chastel ihn erschoss. Im Gévaudan wurden auch die Beschreibungen anderer Wölfe so angepasst, dass sie Beschreibungen der Bestie entsprachen.

### Verbleib des von Chastel getöteten Tieres
Einer weit verbreiteten Überlieferung zufolge, die laut Jay M. Smith jedoch eher ins Reich der Fabel gehört („surely closer to fable than to reality“),  karrte Chastel das unzureichend konservierte Tier zusammen mit einem Hausangestellten des Marquis d’Apcher im August nach Versailles. Der König soll allerdings angeordnet haben, den verwesenden Kadaver unverzüglich zu vergraben. Entsprechend einer etwa 1809 publizierten und in einem Archiv in Mende wiederentdeckten Veröffentlichung transportierte nicht Chastel, sondern der Hausangestellte Gibert auf Anweisung des Marquis d’Apcher zusammen mit einem für die Reise angeheuerten Begleiter das Tier nach Paris. Dort habe nach Darstellung Giberts der Comte de Buffon, der seinerzeit renommierteste Naturforscher Frankreichs, auf Befehl des Königs auf dem Gelände des Hôtel de La Rochefoucauld an der Rue de Seine eine sorgfältige Untersuchung des von „Würmern“ zerfressenen und durch Verwesungsprozesse enthaarten Kadavers vorgenommen. Buffon sei zu dem Schluss gekommen, es handele sich „nur um einen großen Wolf“ („après un examen sérieux, jugea que ce n’était qu’un gros loup“). Anschließend habe Gibert den Kadaver vergraben.

### Hypothesen zur Artzugehörigkeit
Es gibt verschiedene Hypothesen, die bezweifeln, dass es sich bei der Bestie um einen Wolf gehandelt haben soll: In den Fernsehdokumentationen The Real Wolfman und Das Geheimnis der Werwölfe wurde die These vertreten, es könnte sich aufgrund Größe, Aussehens und Fellfarbe des erlegten Tiers um eine Tüpfelhyäne (weniger wahrscheinlich um eine Streifenhyäne oder eine Schabrackenhyäne) gehandelt haben, die aus Afrika mitgebracht wurde. Diese Vermutung wurde auch schon 1764 angestellt: „Es ist dieses Thier ein aus Afrika, in dem Königreich Egypten, unter dem Namen Hyäne bekanntes grosses Raubthier, welches man in den Thiergarten des Herzogs von Savoyen zu Turin gebracht, und aus welchem dasselbe entlaufen ist.“ Dagegen spricht unter anderem, dass das von Chastel getötete Tier angeblich eine andere Anzahl von Zähnen besaß. Eine andere Hypothese besagt, ein aus Afrika mitgebrachter Afrikanischer Wildhund könne die Überfälle verursacht haben. National Geographic veröffentlichte eine Hypothese, der zufolge die Beschreibungen von Größe, Erscheinungsbild, Verhalten, Lautäußerungen, Körperkraft und Trittsiegeln der Bestie auf einen aus Gefangenschaftshaltung entkommenen subadulten männlichen Löwen schließen lassen. Auch die Krallen der Bestie, die sie „fingerlang“ „ausfuhr“ („cette bête avait des griffes qu’elle sortait même de la longueur d’un doigt“) und einem Opfer damit „so starke Schnitte wie der schärfste Säbel“ zufügte („entailles aussi fortes qu’aurait pu faire le sabre le mieux tranchant“), sind Hinweise auf eine „katzenartige“ („comme les félins“) Identität der Bestie. Ende des 18. Jahrhunderts kamen beim französischen Adel Menagerien in Mode; es könnte sich deshalb um ein entflohenes Tier gehandelt haben.

### Ahistorische Erklärungsversuche
Die Vermutung, die Angriffe der Bestie seien von tollwütigen Wölfen durchgeführt worden, ist unzutreffend, da es sich um gezielte Angriffe und schnelles anschließendes Verbergen handelte, was beides gegen tollwutkranke Tiere spricht.
Seit dem Beginn des 20. Jahrhunderts werden Erklärungsversuche veröffentlicht, die einen Menschen entweder als unmittelbaren Angreifer darstellen oder als Planer und Dirigenten von Raubtierangriffen. Diesen Erklärungsversuchen ist gemeinsam, dass sie mit dem Gesamtbild der historischen Überlieferungen nicht vereinbar sind. Die betreffenden Autoren ließen sich unter anderem von Berichten über Serienmörder inspirieren oder von fiktionaler Literatur, etwa einem 1936 erschienenen Roman von Abel Chevalley. Einen Überblick über diese ahistorischen Erklärungsversuche, von denen hier eine Auswahl vorgestellt wird, gibt der Geschichtsprofessor Jay M. Smith. Auch die Kulturwissenschaftlerin Meret Fehlmann zeigt, wie fiktionalisierte Bearbeitungen der historischen Ereignisse „eine leichtgläubige Leserschaft in die Irre“ führen, indem reale Personen, etwa Jean Chastel, dessen Sohn Antoine oder der Comte de Morangiès, „als Kopf und Hand hinter den Geschehnissen“ dargestellt werden.
Der französische Arzt Paul Puech veröffentlichte 1912 eine Abhandlung, in der er die Bestie als psychotischen Serienmörder sah; er begründete dies damit, die Opfer seien Frauen und Kinder gewesen, Leichen seien enthauptet und sinnlos verstümmelt worden. Im Gévaudan aufgebrachte und seit dem 20. Jahrhundert von einigen Autoren als Beleg für die Täterschaft eines Menschen gedeutete Behauptungen, wonach Kleidung fast unversehrt neben entkleideten Opfern gefunden worden sei oder auf einer zerstückelten Leiche drapiert gewesen sei, sind in offiziellen Berichten nicht nachweisbar. Smith zufolge wurden Geschichten über angeblich von der Bestie entkleidete Opfer von journalistischer Seite verbreitet, um auf den Werwolf-Mythos anzuspielen und so die Auflagenhöhe von Zeitungen zu steigern. Soweit in offiziellen Dokumenten auf den Zustand von Kleidung oder Kleidungsfragmenten der Opfer eingegangen wurde, beschrieb man diese als „zerfetzt“ oder „zerrissen“; man notierte in manchen Fällen auch, wenn Kleidungsstücke (Kopfbedeckung, Schuhe) oder Stofffetzen zwischen dem Angriffsort und dem Fundort der Leiche entdeckt worden waren.
Gérard Ménatory präsentierte 1976 ein später von anderen Autoren aufgegriffenes Motiv, wonach die Bestie ein dressiertes Raubtier war (laut Ménatory eine Hyäne), das auf Befehl seines Trainers Menschen anfiel. Michel Louis bezeichnete die Bestie 1992, ebenso wie Hervé Boyac 2004, als Hybride aus Wolf und Haushund, abgerichtet zum Töten und ausgestattet mit einer Art Weste als Schutz gegen Schuss- und Stichwaffen. Die Identität des angeblichen Täters wechselt je nach Publikation: In der ZDF-Doku Das Monster von Gévaudan (2003), einer Mixtur aus Fakten, Fiktion und verzerrter Darstellung des historischen Geschehens, galt beispielsweise Jean Chastel als Verdächtiger. Die bis ins 21. Jahrhundert weit verbreitete Verquickung von fantastischen Elementen mit überlieferter Historie führte dazu, dass die seriöse historische Forschung das Thema „Bestie des Gévaudan“ weitestgehend mied.

### Weitere Angriffsserien in Frankreich
Im historischen Frankreich gab es eine Reihe weiterer Raubtier-Angriffsserien; die Serie im Gévaudan nimmt vor allem deshalb eine Sonderstellung ein, weil sie durch sehr viele zeitgenössische Dokumente faktenreich überliefert wurde. Angriffsserien zur Zeit von Ludwig XIV., insbesondere eine Serie im Limousin von 1698 bis 1700, zeigen deutliche Parallelen zu den Ereignissen im Gévaudan. Die Ereignisse im Limousin gleichen denen im Gévaudan sowohl hinsichtlich Erscheinungsbild und Verhalten des angreifenden Tieres als auch hinsichtlich landschaftlicher Merkmale und Flächengröße des Angriffsgebiets. Die Artzugehörigkeit der Angreifer ist wie im Fall der Gévaudan-Angriffe umstritten: Diskutiert werden Wolfsangriffe sowie Angriffe von Großkatzen, die vor allem im 17. und 18. Jahrhundert ebenso wie andere Großraubtiere in Menagerien und auf Jahrmärkten zur Schau gestellt und in Schaukämpfen gegeneinandergehetzt wurden.

## Verfilmungen

### Kino

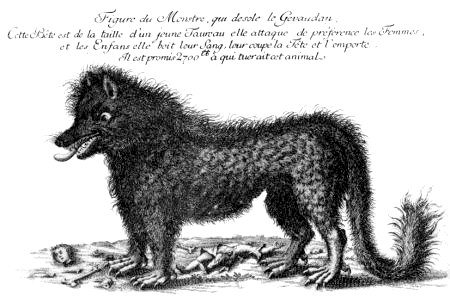
Eine andere Darstellung der Bestie

Die Geschichte der Bestie vom Gévaudan wurde als Pakt der Wölfe (französisch Le Pacte des loups) mit Samuel Le Bihan, Monica Bellucci und Vincent Cassel in den Hauptrollen verfilmt.
Im Frühjahr 2000 begann der französische Regisseur Christophe Gans in Esparros im französischen Département Hautes-Pyrénées mit den Dreharbeiten zu diesem hochbudgetierten Film (30 Millionen Euro), der die Ereignisse im Gévaudan zum Thema hat. Gans, der Mitautor des Drehbuches, hatte sich intensiv mit den alten Dokumenten befasst. In seinem Film verwandelt er allerdings die Bestie des Gévaudan in ein aus Afrika importiertes Tier, das von seinem Halter auf das Töten von Menschen abgerichtet und durch eine Rüstung unverwundbar wurde.
In der Rahmengeschichte schreibt der alte Marquis d’Apcher an seinen Memoiren, die dann zur eigentlichen Handlung des Filmes hinüberführen, die sich an den tatsächlichen Geschehnissen orientiert. Eine der frei erfundenen Figuren im Film ist der Indianer Mani (dargestellt von Mark Dacascos), der Wegbegleiter des Protagonisten. Der Film lief im Januar 2001 in Frankreich an.
Kommentare zum Film:

„In dem Film geht es um Wölfe, französische Aristokraten, Geheimgesellschaften, Irokesen-Indianer, Kampfkünste, okkulte Zeremonien, heilige Pilze, Prahlhänse, inzestuöses Verlangen, politische Unterwanderung, tierische Geister, blutige Schlachtszenen und Bordelle.
Das Einzige, was man nicht tun sollte, ist, diesen Film ernst zu nehmen. Seine Wurzeln liegen in traditionellen Monster-Sex-Fantasy-Filmen mit Spezialeffekten.“

### Fernsehen
Eine weitere Verfilmung des Stoffes erfolgte unter dem Titel Die Bestie der alten Berge (La bête du Gévaudan) als Fernsehfilm, Frankreich 2003, mit einer Erstausstrahlung bei ARTE am 7. Januar 2005. Regie: Patrick Volson mit Sagamore Stévenin (Pierre Rampal), Léa Bosco (Françounette), Jean-François Stévenin (Jean Chastel), Guillaume Gallienne (Abbé Pourcher), Vincent Winterhalter (Comte de Morangie) und Louise Szpindel (Judith).
Kommentar zur Verfilmung:

„Die neue Verfilmung der in Frankreich sprichwörtlich bekannten Legende der Bestie vom Gévaudan besticht durch ihre überraschenden Wendungen und wirft zudem die Frage auf, wie viel Wahrheit in jeder Sage steckt. Mit einer brillanten Fotografie, prächtigen Kostümen und Kulissen sowie packenden Aktionsszenen verführt sie in ferne Zeiten und beeindruckt durch Schauspielleistungen wie dem erstmalig gemeinsamen Auftritt von Vater und Sohn Stévenin.
Ein schauspielerisches Glanzstück liefert Jean-François Stévenin in ‚Die Bestie der alten Berge‘. Facettenreich moduliert er seine Rolle des verleumdeten Jean Chastel vom abgeklärten Außenseiter zu einem Mann, der nach dem Tod seiner Frau den Verstand verliert.“

In der Mystery-Serie Teen Wolf ist die Bestie der Hauptantagonist der fünften Staffel.
Die 2021 veröffentlichte Dokumentation Das Geheimnis der Werwölfe der ZDFinfo-Dokureihe Die größten Rätsel der Geschichte behandelt unter anderem den Fall der Bestie des Gévaudan. Hier wird die Hypothese von Jean Chastel als Serienmörder erneut als wahrscheinlichste Erklärung genannt.

## Museum
Die Geschehnisse um die Bestie vom Gévaudan werden in einem Museum in Saugues in 24 Szenen mit lebensgroßen Figuren dargestellt, untermalt von einer lebhaften Schilderung (in französischer Sprache) und Tonkulisse.
Das Musée du Gévaudan in Mende widmet sich außer der Region selbst ebenfalls den Geschehnissen um die Bestie.

### Literarische Verarbeitungen
- Élie Berthet: Le Bete du Gevaudan. Hachette 1858 (Kolportageroman, dt. als Der Wolfsmensch, Übersetzung Hartleben 1858, 3 Bde.).
- Ernst Thompson-Seton: Die Wölfin Wosca und andere Tier- und Urweltgeschichten. Goldmann Verlag, Leipzig 1937 (La Bete, der Wolfs-Unhold von Gevaudan).
- Markus Heitz: Ritus. Droemer/Knaur, 2006. ISBN 3-426-63130-X.
- Markus Heitz: Sanctum. Droemer/Knaur, 2006. ISBN 3-426-63131-8.
- Lynn Raven: Werwolf. Ueberreuter, 2008. ISBN 978-3-8000-5430-5.
- Nina Blazon: Wolfszeit. Ravensburger Buchverlag, 2012. ISBN 3-473-40070-X.
- Matthias Fischer: Die Bestie vom Kinzigtal. Emons, Köln 2018, ISBN 978-3-7408-0304-9 (Adaption des Gévaudan-Mythos in einem zeitgenössischen Kriminalroman).

## Musik
- Beast Of Gévaudan (2021) ist eine Single der deutschen Power-Metal-Band Powerwolf. Am 2. Juli 2021 veröffentlichte Powerwolf eine französische Version des Liedes.[75]
- 2018 veröffentlichte die deutsche Power-Metal-Band Brainstorm auf dem Album Midnight Ghost die Single Jeanne Boulet (1764), welche von den Ereignissen in Gévaudan handelt.[76]
- Die Epic-Doom-Band Gévaudan benannte sich nach der Geschichte der Bestie. Der Name sollte okkulte Mystik, Dunkelheit und Brutalität implizieren.[77]
- Die dänische Heavy-Metal-Band Pyramaze thematisiert die Ereignisse im Gévaudan im Lied Shadow Of The Beast auf dem 2008 erschienenen Album Immortal.
- In dem Lied En Garde aus dem 2016 erschienen Album Seit an Seit der Folk-Rock-Band dArtagnan wird in der ersten Strophe die Jagd nach der Bestie von Gévaudan beschrieben.